# Sant Sadurní d'Anoia
Sant Sadurní d'Anoia è un comune spagnolo di 9 843 abitanti situato nella comunità autonoma della Catalogna.
Il comune è noto per la produzione del cava.

## Monumenti e luoghi d'interesse
Presso Sant Sadurní d'Anoia si trovano le Cantine Codorníu, opera dell'architetto catalano Josep Puig i Cadafalch. Il complesso è stato dichiarato bene di interesse culturale nazionale.

## Economia
Il comune è noto per la produzione del cava. L'azienda vinicola Codorníu, la più antica del paese, è stata fondata qui nel 1551.